# Hockey-Olympiastadion (Berlin)
Das Hockey-Olympiastadion ist ein Hockeystadion in Berlin, das anlässlich der Olympischen Sommerspiele 1936 erbaut wurde.

## Geschichte
Das Stadion befindet sich auf dem Olympiagelände unmittelbar neben dem Olympiastadion. Der Bau des Stadions wurde am 10. September 1934 beschlossen. Es verfügte 1936 über 9000 Steh- und 2000 Sitzplätze und bot somit insgesamt Platz für 11.000 Zuschauer. Für die Olympischen Spiele 1936 wurden an den Seiten zusätzliche temporäre Stufen errichtet, wodurch die Kapazität auf 18.000 Plätze (11.500 Steh- und 6500 Sitzplätze) erhöht wurde.
Das Spielfeld wurde von einer circa 55 Zentimeter hohen Mauer aus grünem Stein umgeben und die Stufen waren mit Rasen bepflanzt.
Das Feld war 90 Meter lang und 54 Meter breit. Zudem verfügte die Anlage über Räumlichkeiten für die Turnierleitung und die Presse, vier Umkleidekabinen und einen Verpflegungsstand für die Zuschauer.
Nördlich des Hockeystadions befand sich eine weitläufige Rasenfläche mit sechs Spielfeldern, die nach den Olympischen Spielen als Trainingsplätze für die Reichsakademie und die Sportverbände diente. Während der Olympischen Spiele wurde ein zweites Hockeyspielfeld für Vorrundenspiele mit einer Kapazität von 1600 Zuschauern erbaut.
Inzwischen wurde im Stadion ein Kunstrasen verlegt und es steht unter Denkmalschutz.